# El-Kourrou
Pour l’article ayant un titre homophone, voir Kourou.

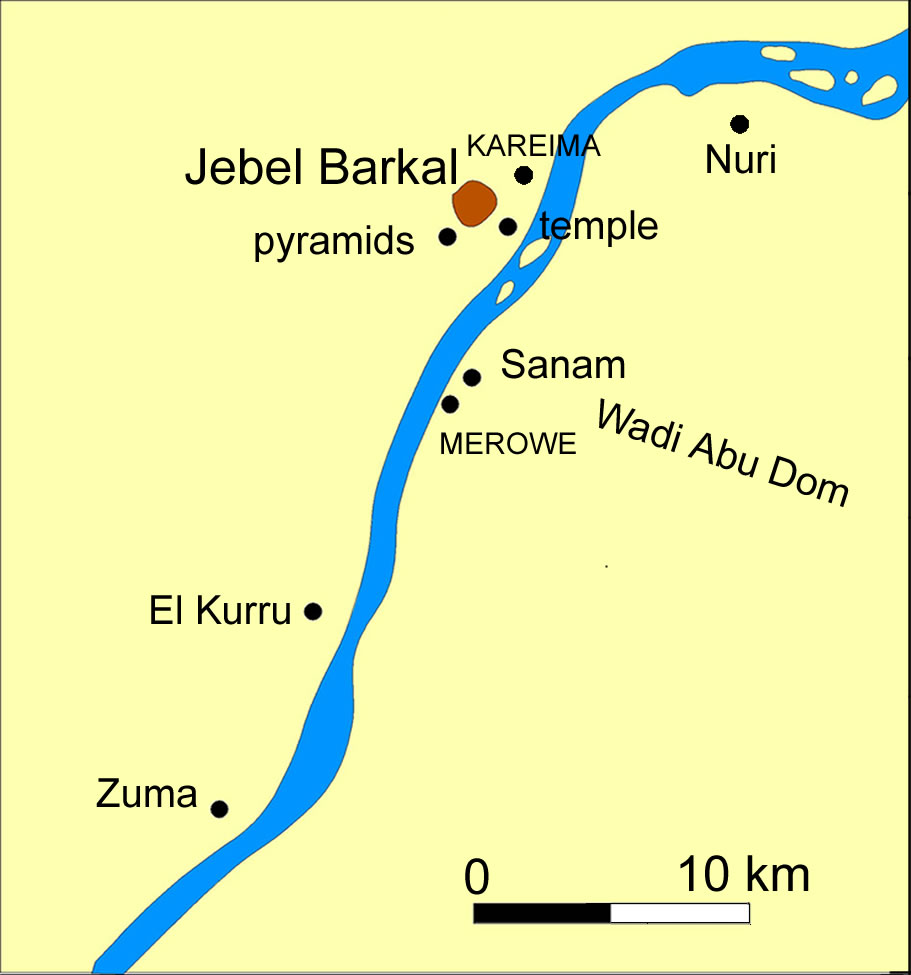
Position d'El-Kourrou (au sud du Gebel Barkal)

El-Kourrou est une vaste nécropole antique utilisée entre la fin du IXe siècle et le VIIe siècle avant notre ère.
Ce site se trouve près de la ville moderne de  Karima (en) au nord du Soudan. 
Cette nécropole abrite plusieurs dizaines de sépultures de rois et de membres de familles royales, certaines sous un simple tumulus de pierres, d'autres dans un mastaba de briques crues, ou encore dans une pyramide. Ces dernières ont été édifiées avec l'avènement des « pharaons noirs » de la XXVe dynastie qui y ont leurs tombes, à l'exception de Taharqa.
Les rois nubiens firent enterrer leurs chevaux avec eux dans la nécropole.

## Fouilles archéologiques
Ces dernières années, les travaux archéologiques ont repris à El Kourrou. En collaboration avec le Conseil national des antiquités et des musées du Soudan (NCAM), et partiellement financé par le Qatar Sudan Archaeological Project (QSAP), le Docteur Geoff Emberling (Kelsey Museum of Archaeology, université du Michigan) et le Docteur Rachael J. Dann (professeur associé, archéologie égyptienne et soudanaise, université de Copenhague) codirigent les travaux de fouille, d'étude, de documentation et de conservation sur le site. Une grande partie de ces travaux est présentée sur le Projet archéologique international de Kurru.

## Tombes
| Tombe | Occupant           | Commentaire |
| ----- | ------------------ | --- |
| KU1   | Roi inconnu        | l'une des plus grandes pyramides, située juste au sud et adjacente à la pyramide de Piânkhy (KU17)tombe datée d'environ 362-342 avant notre ère (après Harsiotef, avant Akhraten).            |
| KU2   |                    | |
| KU3   | Naparaye           | fille de Piânkhy, sœur-épouse de Taharqa |
| KU4   | Khensa             | fille de Kachta, sœur-quatrième épouse de Piânkhy |
| KU5   | Qalhata            | épouse de Chabataka, mère de Tanoutamon |
| KU6   | Arty               | fille de Piânkhy, sœur-épouse de Chabataka |
| KU7   | peut-être Pabatjma | femme de KachtaTombe située à côté de la pyramide de Kachta (KU8) |
| KU8   | Kachta             | père de Piânkhy |
| KU9   | peut-être Alara    | |
| KU10  |                    | |
| KU11  |                    | la pyramide contenait un crâne de femme |
| KU12  |                    | |
| KU13  |                    | |
| KU14  |                    | |
| KU15  | Chabaka            | fils de Kachta, frère de Piânkhy |
| KU16  | Tanoutamon         | fils de Chabataka et de la reine Qalhatatombe avec deux chambres souterraines bien préservées portant des peintures murales et un toit                                                        |
| KU17  | Piânkhy            | fils de Kachta et de la reine Pabatjma |
| KU18  | Chabataka          | fils de Piânkhytombe située à l'ouest de la pyramide de Kachta et au sud des tombes à tumulus. La pyramide contient encore un crâne humain qui pourrait avoir appartenu à Chabataka lui-même. |
| KU19  |                    | |
| KU20  |                    | |
| KU21  |                    | |
| KU22  |                    | |
| KU23  |                    | pyramide à côté de celle du roi Kachta (KU8) |
| KU52  | Néferoukakachta    | épouse de Piânkhy |
| KU53  | Tabira             | fille d'Alara, épouse de Piânkhy |

## Tombes de chevaux
À quelque cent-vingt mètres au nord-ouest des pyramides KU51-KU55, on a découvert quatre rangées de tombes contenant des sépultures de chevaux. Les rangées contenaient respectivement quatre, huit, huit et quatre tombes. Les quatre tombes de la première rangée datent probablement de l'époque de Piânkhy, les tombes de la deuxième rangée de l'époque de Chabaka, les tombes de la troisième rangée de l'époque de Shebitqo, et les tombes de la quatrième et dernière rangée de l'époque de Tanoutamon.
Les tombes avaient toutes été pillées, mais il en restait suffisamment pour déterminer que les chevaux étaient tous enterrés en position verticale. Les chevaux étaient enterrés avec tout leur attirail.

## Galerie

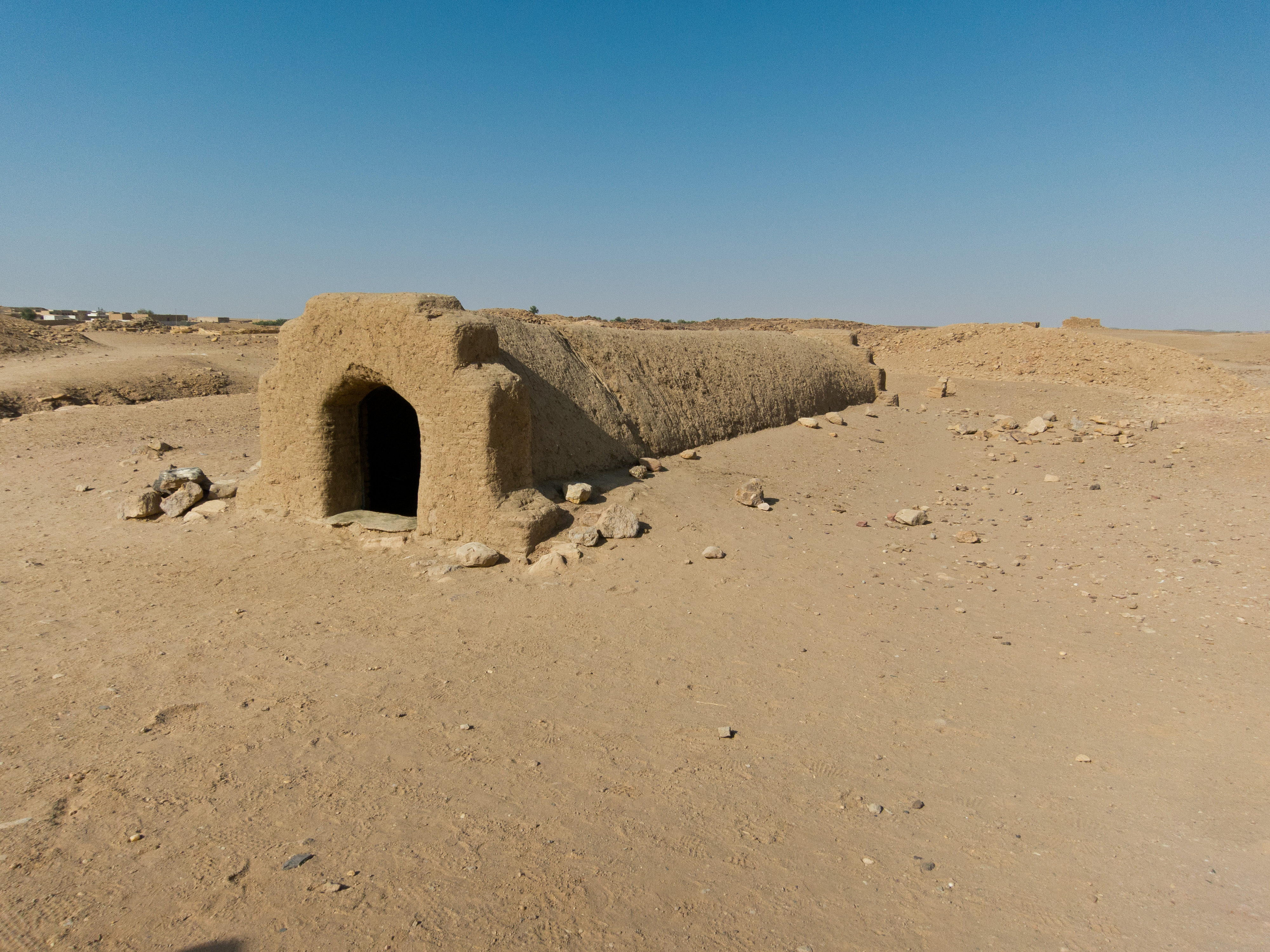
Vue de l'une des tombes.
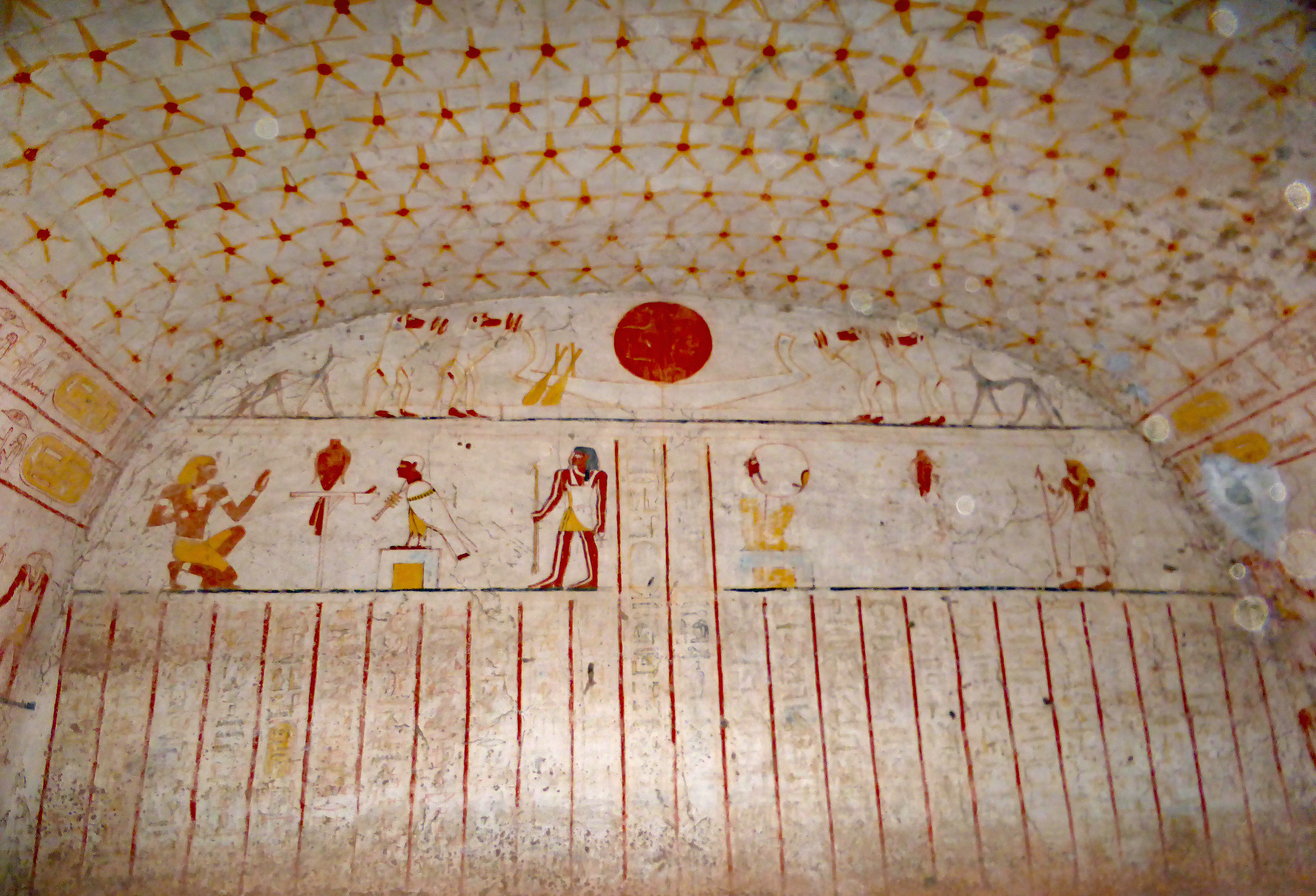
Chambre funéraire de la tombe de Tanoutamon.
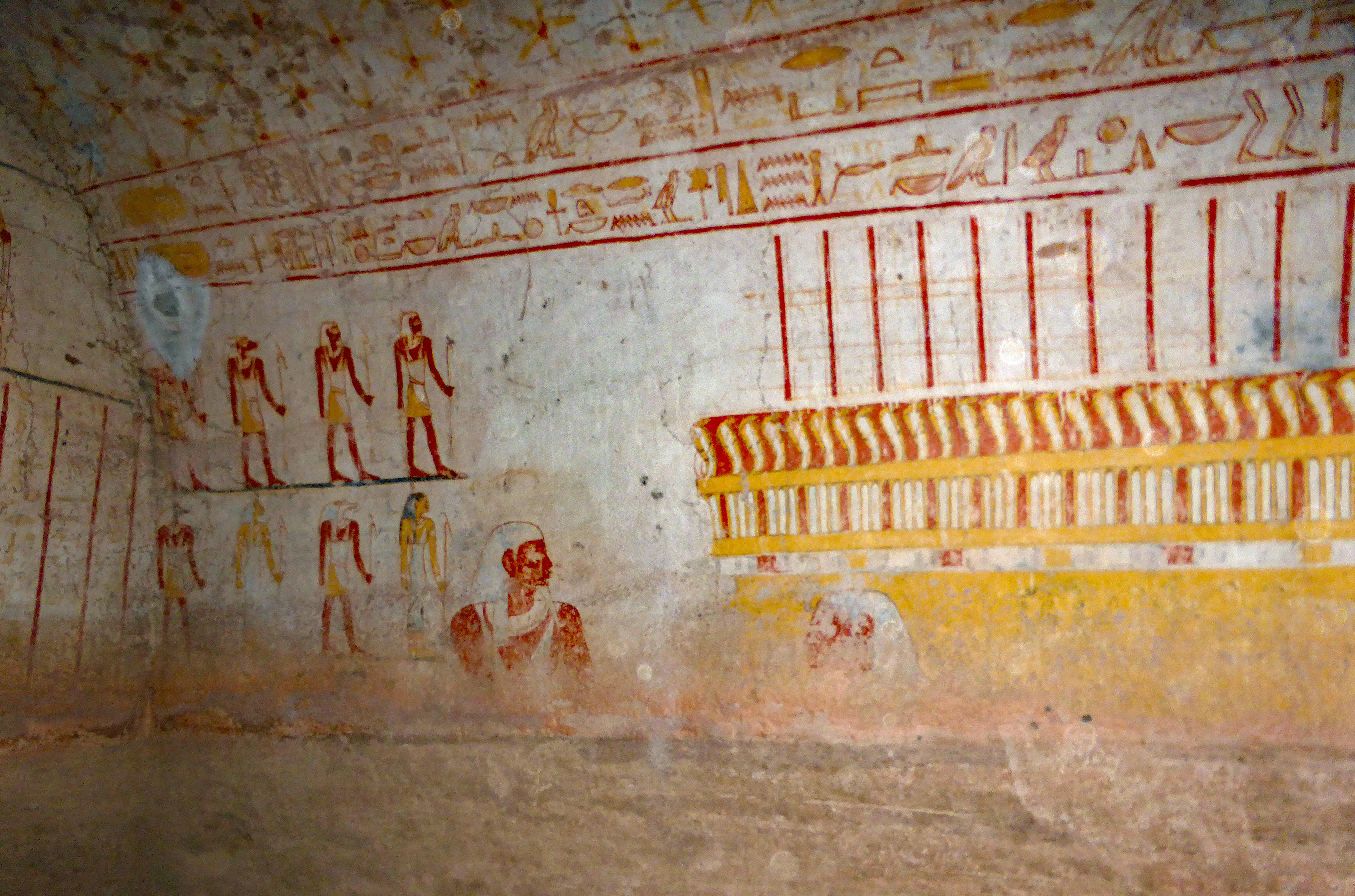
Chambre funéraire de la tombe de Tanoutamon.
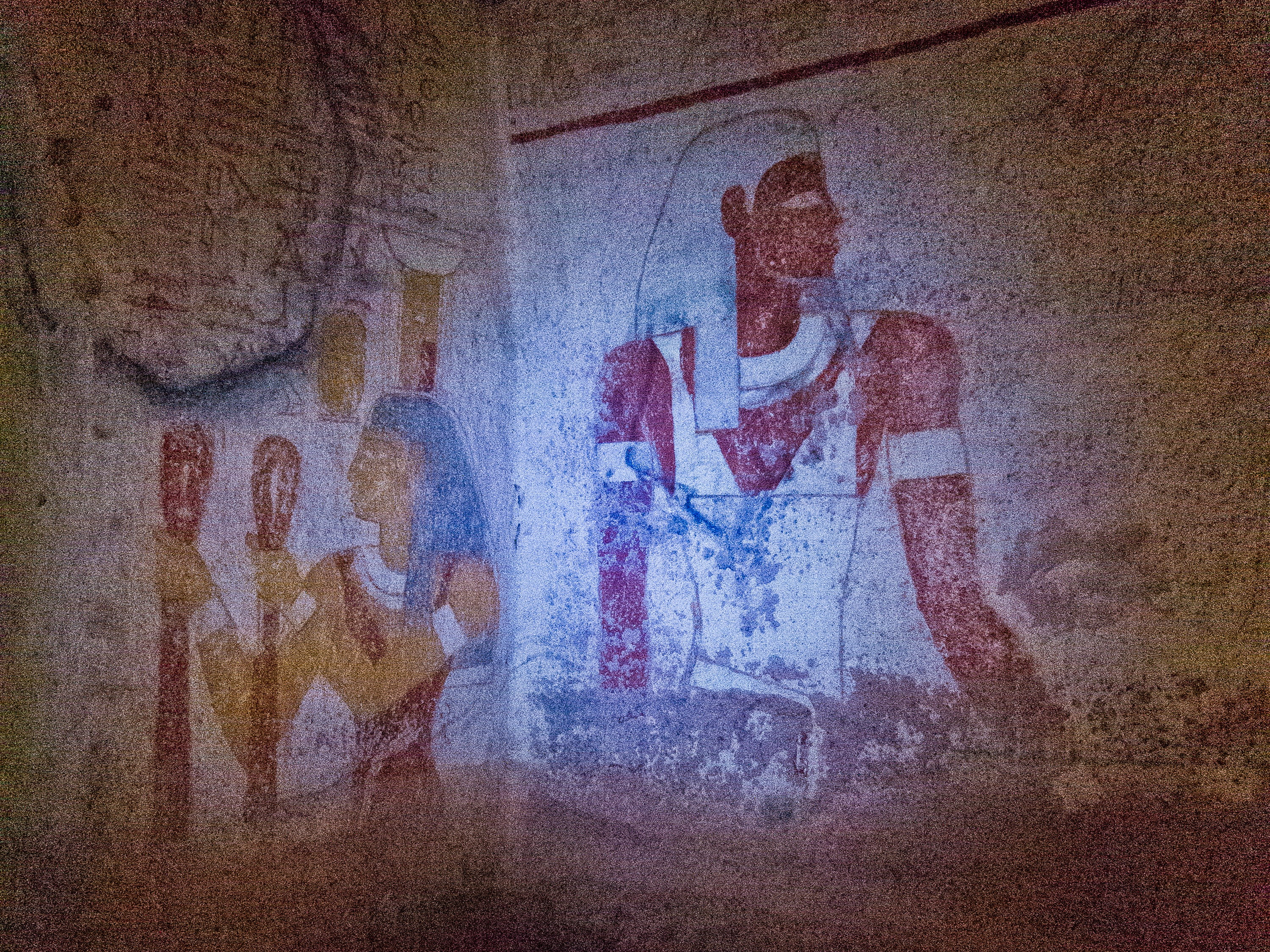
Chambre funéraire de la tombe de Tanoutamon.
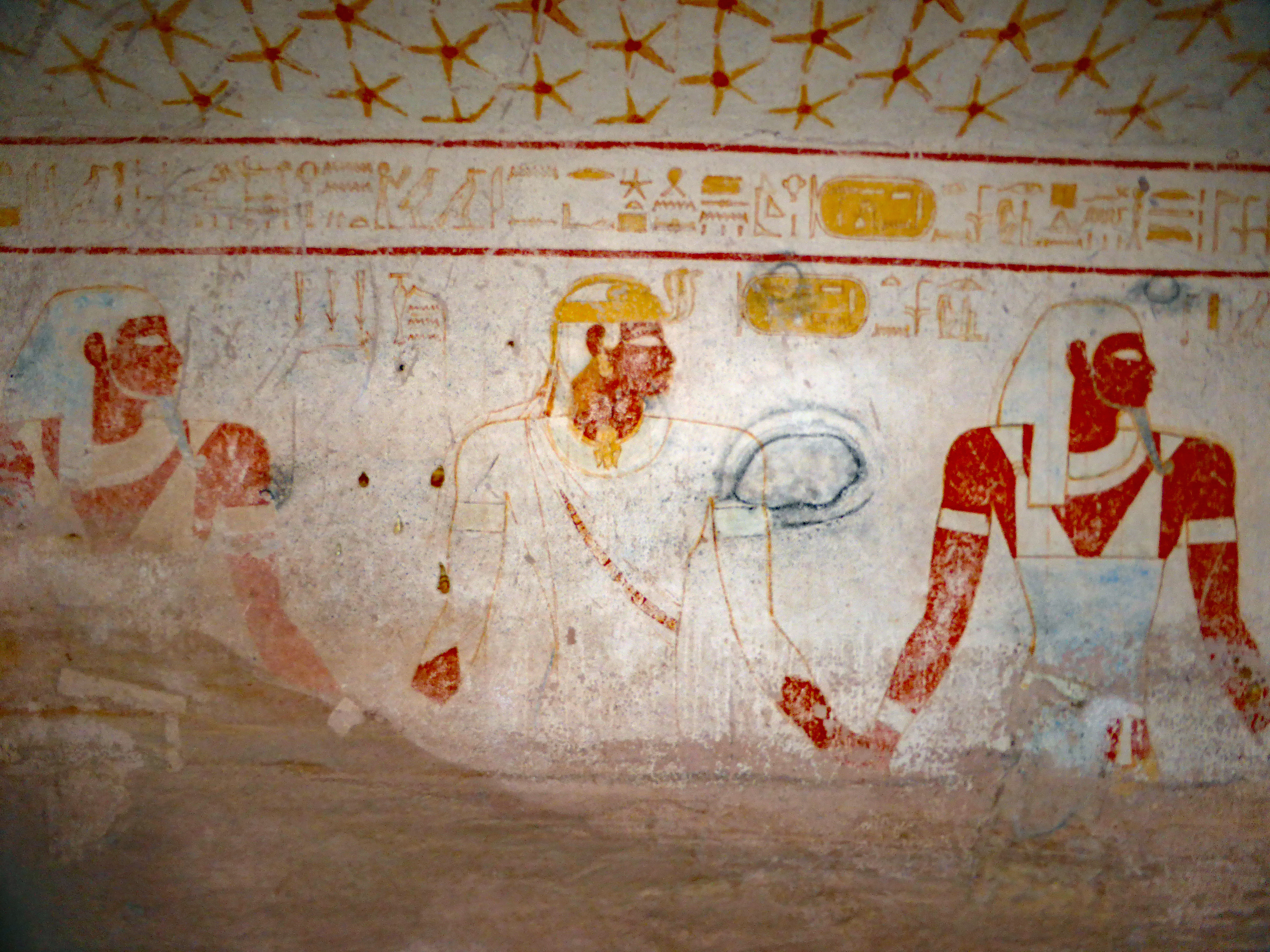
Chambre funéraire de la tombe de Tanoutamon.